# Imre Hirschl
Imre Hirschl, noto anche come Emerich Hirschl o Emérico Hirschl (Budapest, 11 giugno 1900 – Buenos Aires, 23 settembre 1973), è stato un calciatore e allenatore di calcio ungherese.

## Carriera

### Giocatore

#### Club
Negli anni 1920 fu un giocatore del Ferencváros, in Ungheria, con cui effettuò una tournée in Argentina nel 1929.

### Allenatore
Una volta conclusasi la tournée del Ferencváros, Hirschl decise di trasferirsi in Argentina, e lì di avviare la propria carriera di allenatore. La prima squadra in cui lavorò come tecnico fu il Gimnasia y Esgrima di La Plata, sulla cui panchina si sedette nel 1932. La sua stagione d'esordio fu la Primera División 1932, in cui il Gimnasia terminò al settimo posto in classifica su 18 squadre. L'anno seguente Hirschl si rese protagonista di un campionato molto positivo: il Gimnasia mostrò uno stile di gioco che gli valse l'appellativo El Expreso, poiché, a fronte di un equilibrio difensivo consolidato, era abile in attacco, con una spiccata forza fisica, che appunto lo rendeva simile a un "treno", come scrisse il giornale argentino Crítica. Nel 1935 si accasò al River Plate, voluto dal presidente Antonio Liberti; al suo secondo anno sulla panchina del club di Núñez arrivò la vittoria del campionato nazionale, ottenuta con 13 vittorie, 2 pareggi e 2 sconfitte. Questo risultato gli valse la riconferma da parte del nuovo presidente José Degrossi; Hirschl ripeté la vittoria nel 1937, laureandosi campione d'Argentina con una giornata d'anticipo e registrando il miglior attacco con 106 reti all'attivo. Nel 1938 il campionato venne vinto dall'Independiente, e Hirschl lasciò la panchina del River  a Víctor Caamaño, passando al Rosario Central. Nel biennio 1939-1940 raccolse un 11º e un 13º posto, e per il campionato del 1941 fu scelto Enrique Palomini per rimpiazzarlo. Così, Hirschl fu chiamato dal San Lorenzo de Almagro per allenare la prima squadra, sostituendo Oscar Tarrio. Alla squadra dalla maglia rosso-blu rimase per una stagione, ottenendo il secondo posto in campionato dietro alla sua ex squadra, il River Plate, che in quel periodo era soprannominata La Máquina. Nel 1943 allenò il Banfield, portandolo al 14º posto in Primera División. Nel 1944 lasciò i confini argentini per trasferirsi in Brasile, ove guidò il Cruzeiro di Rio Grande do Sul. L'ungherese portò con sé Flamini e Lombardini, provenienti dalla Lazio. Tornò al Gimnasia La Plata nel 1948, ottenendo un ultimo posto in classifica; pertanto, si trasferì in Uruguay. Giunto a Montevideo, prese la guida del Peñarol, con cui rimase dal 1949 al 1951, vincendovi due campionati nazionali. Tornò ancora sulla panchina del club giallo-nero nel 1956, mentre nel 1961 allenò per l'ultima volta il River Plate.

## Palmarès

### Allenatore

#### Club

##### Competizioni nazionali
- Campionato argentino: 2

River Plate: 1936, 1937
- Campionato uruguaiano: 2

Peñarol: 1949, 1951